# رشيد البصير
رشيد البصير عداء ألعاب قوى مغربي، ولد 4 أكتوبر 1968، أول مشاركة دولية له كانت في بطولة العالم لألعاب القوى سنة 1991، وصل إلى الدور نصف النهائي في سباق 1500 متر، سنة بعد ذلك شارك في الألعاب الأولمبية الصيفية المقامة ببرشلونة 1992، و فاز بالميدالية الفضية في سباق 1500 متر، والتي كانت مفاجئة، حيث لم يكن من المرشحين، غير أن السباق سار بوتيرة بطيئة، وتوفره على السرعة النهائية في آخر 200 متر، ساعدا رشيد البصير على الدخول في المركز الثاني للسباق.

## أرقام قياسية شخصية
- 1500 متر : 3:33.82 لندن سنة 1995
- المـــــــــايل : 3:55.25 أوسلو سنة 1993
- 2000 متر : 4:58.18 باريس سنة 1995

## وصلات خارجية
- نبذة عن رشيد البصير  على موقع الاتحاد الدولي لألعاب القوى
- صفحة رشيد البصير على موقع الاتحاد الدولي
- رشيد البصير على موقع الاتحاد الدولي لألعاب القوى (الإنجليزية)
- رشيد البصير على موقع اللجنة الأولمبية الدولية (الإنجليزية)
- رشيد البصير على موقع أوليمبيديا (الإنجليزية)